# Scolymia wellsii
Scolymia wellsii är en korallart som beskrevs av Laborel 1967. Scolymia wellsii ingår i släktet Scolymia och familjen Mussidae. Inga underarter finns listade i Catalogue of Life.